# Jane O'Meara Sanders

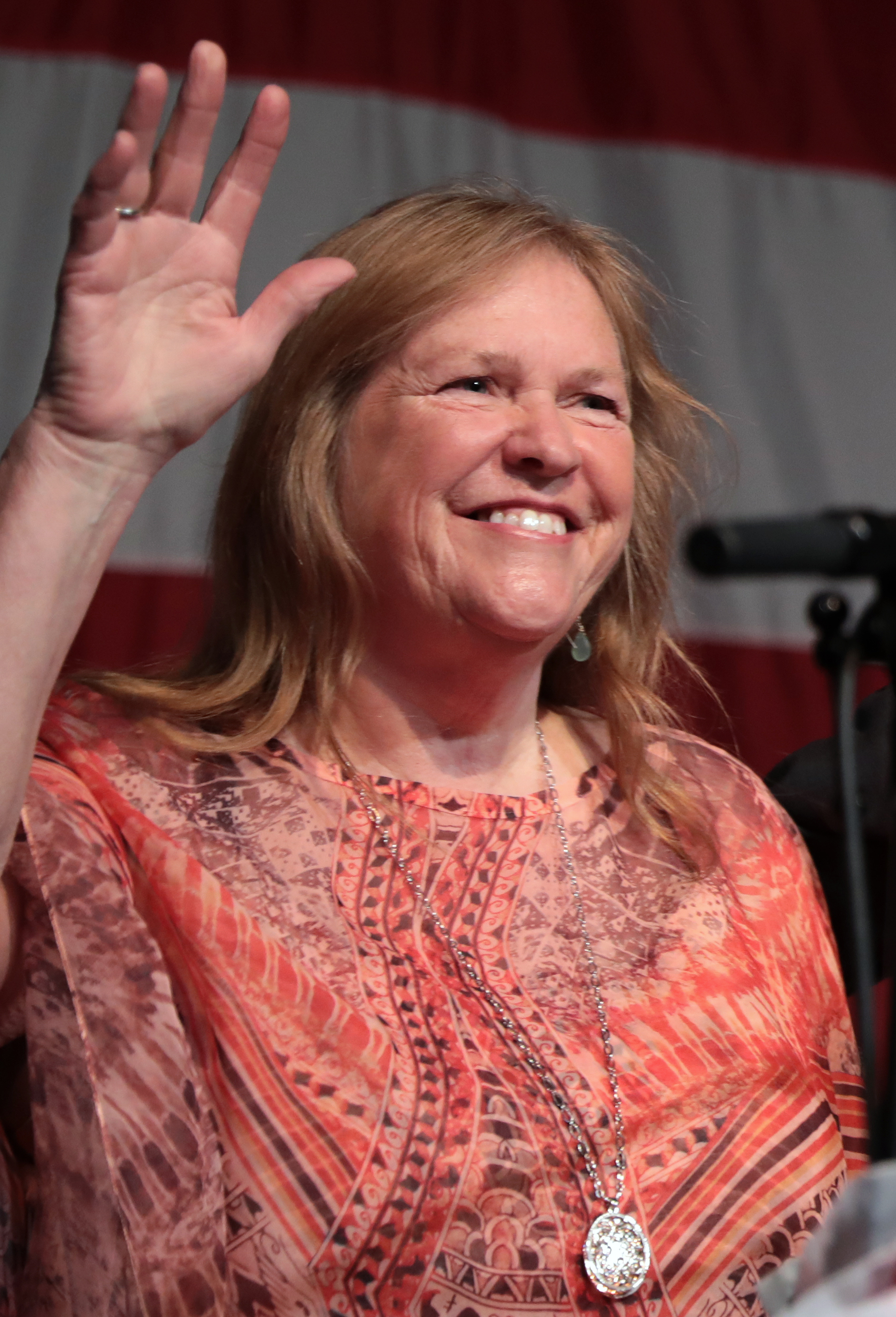
Jane O'Meara Sanders in 2019

Mary Jane O'Meara Sanders (New York, 8 October 1950) is een Amerikaans maatschappelijk werker, onderwijsbestuurder en politiek medewerker. Ze leidde Goddard College in 1996–97 en Burlington College van 2004 tot 2011. 
Jane O'Meara is sinds 1988 gehuwd met Bernie Sanders, senator en presidentskandidaat in 2016 en 2020. Ze is een van zijn belangrijkste adviseurs en hielp jarenlang mee met het schrijven van wetsvoorstellen. In 2017 startte ze de denktank The Sanders Institute. 